# Такахасі Корекійо
Такахасі Корекійо (яп. 高橋是清, たかはしこれきよ; 19 серпня 1854 — 26 лютого 1936) — японський політичний і державний діяч, фінансист. 4-й голова Товариства друзів конституційного уряду (1921—1925), 20-й прем'єр-міністр Японії (13 листопада 1921 — 12 червня 1922). Протягом 1911—1913 років очолював Національний банк Японії. Завдяки своїм аналітичним здібностям п'ять разів керував міністерством фінансів країни: 1913—1914 (16-й), 1918—1922 (21-й), 1927 (28-й), 1931—1934 (31-й), 1934—1936 (33-й). Був першим міністром сільського господарства і лісництва (1925), першим міністром торгівлі і промисловості (1925), а також 35-м і останнім міністром сільського господарства і торгівлі (1924–1925). Віконт, депутат Палати перів (1905–1924) і Палати представників (1924—1936) Парламенту Японії. За свій зовнішній вигляд отримав прізвисько «міністр-колобок».

## Короткі відомості
- 19 серпня 1854 — народився в Едо, в сім'ї придворного художника сьоґунату Кавамури Сьоемона. Переданий самурайському роду Такахасі з Сендай-хану як названий син.
- 1864 — поступив до приватної школи Хепберна в Йокогамі.
- 1866 — найнявся прислужником до англійського підприємця Шандо з метою вивчити англійську мову.
- 1867 — приїхав в США, де був ошуканий підписавши контракт на продаж себе у рабство. Продовжував вивчати англійську, працюючи на плантаціях.
- 1868 — повернувся в Японію. Став писарем Морі Арінорі.
- 1869 — поступив до Університету Дайґаку нанко, де за три місяці став помічником викладача.
- 1870 — покинув вчителювання, став вести розгульний спосіб життя.
- 1871 — отримав призначення на посаду викладача англійської мови в Карацу-хані.
- 1872 — виїхав в Токіо, де поступив до школи Кайсей.
- 1873 — поступив на службу до Міністерства культури.
- 1876 — став викладачем Державної токійської школи з вивчення англійської мови.
- 1877 — звільнився з роботи і зайнявся перекладацькою роботою.
- 1878 — став викладачем підготовчих курсів з англійської мови Токійського університету. Паралельно поступив на службу до Міністерства культури і Міністерства сільського господарства і торгівлі.
- 1884 — отримав посаду молодшого секретаря Міністерства сільського господарства і торгівлі, а згодом став головою Центру реєстрації торгових марок Служби промисловості цього міністерства.
- 1885 — посів посаду голови монопольного комітету Міністерства сільського господарства і торгівлі. Того ж року вирушив до США на стажування.
- 1889 — став директором Токійської агрономічної школи.
- 1890 — провів два роки в Перу.
- 1892 — став головою центру будівництва Національного банку Японії.
- 1893 — став головою західного відділу Національного банку Японії.
- 1899 — став віце-головою Національного банку Японії.
- 1905 — призначений депутатом до Палати перів Парламенту Японії за указом Імператора.
- 1907 — отримав титул барона за заслуги　в погашенні зовнішнього боргу Японії на суму 8,2 трильйонів єн.
- 1911 — став головою Національного банку Японії.
- 1913 — отримав призначення на посаду міністра фінансів. Вступив до Товариства друзів конституційного уряду.
- 1920 — отримав титул віконта за заслуги.
- 1921 — став 20-м прем'єр-міністром Японії, 4-м головою Товариства друзів конституційного уряду.
- 1924 — обраний до Палати представників Парламенту Японії.
- 26 лютого 1936 — убитий організаторами путчу 26 лютого у себе вдома, в районі Акасака.